# Nantiat
Nantiat település Franciaországban, Haute-Vienne megyében. Lakosainak száma 1584 fő (2022. január 1.). Nantiat Le Buis, Berneuil, Chamboret, Peyrilhac, Saint-Jouvent, Thouron és Saint-Pardoux-le-Lac községekkel határos.

## Népesség
A település népességének változása:
| Lakosok száma | 1570 | 1587 | 1621 | 1598 | 1599 | 1614 | 1604 | 1594 | 1584 |
|               | 2013 | 2015 | 2016 | 2017 | 2018 | 2019 | 2020 | 2021 | 2022 |